# Classe Svetljak
Le unità appartenenti alla classe Svetljak (in russo «Светляк»?; progetti 10410, 10410B e 10412 secondo la classificazione russa) sono unità di piccole dimensioni, idonee sia per svolgere compiti di pattugliamento, sia per effettuare missioni di attacco contro altre unità. Sono stati costruiti in tre versioni principali.
La classificazione russa è in russo пограничный сторожевой корабль?, pograničnyj storoževoj korabl', "pattugliatore di frontiera", abbreviato PSKR.

## Tecnica

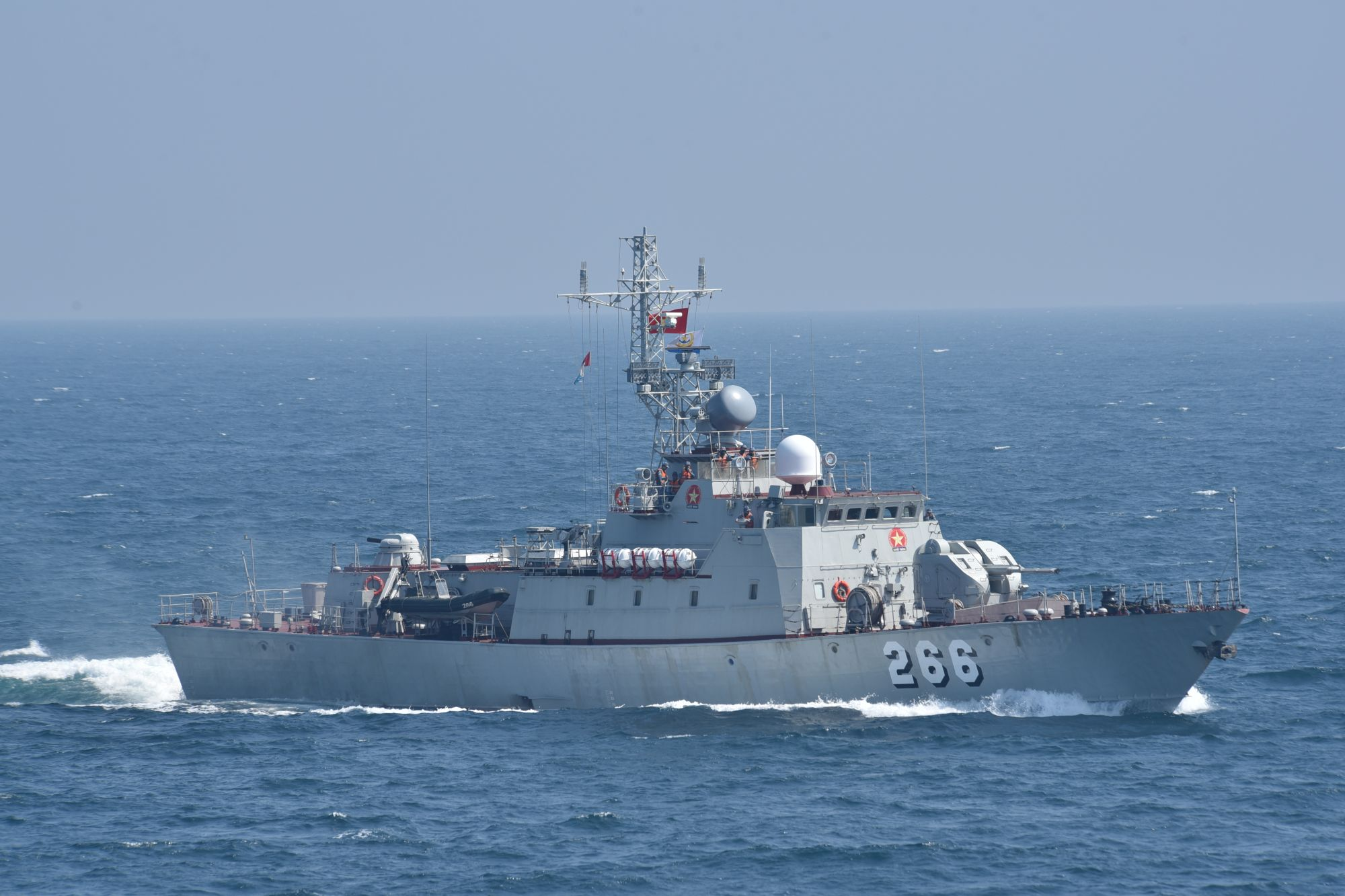
Il pattugliatore vietnamita HQ-266 (progetto 10412) nel 2021

Si tratta di unità piuttosto moderne, costruite a partire dal 1987 presso i cantieri navali di Vladivostok, di Jaroslavl' e di Leningrado (ora San Pietroburgo). In generale, ne sono state costruite tre versioni, identificate da altrettanti numeri di progetto. Le capacità nautiche sono piuttosto buone: sono in grado di operare in climi caldi, e navigare con il mare a forza sette. Le armi di bordo sono inoltre efficaci anche con il mare a forza cinque.

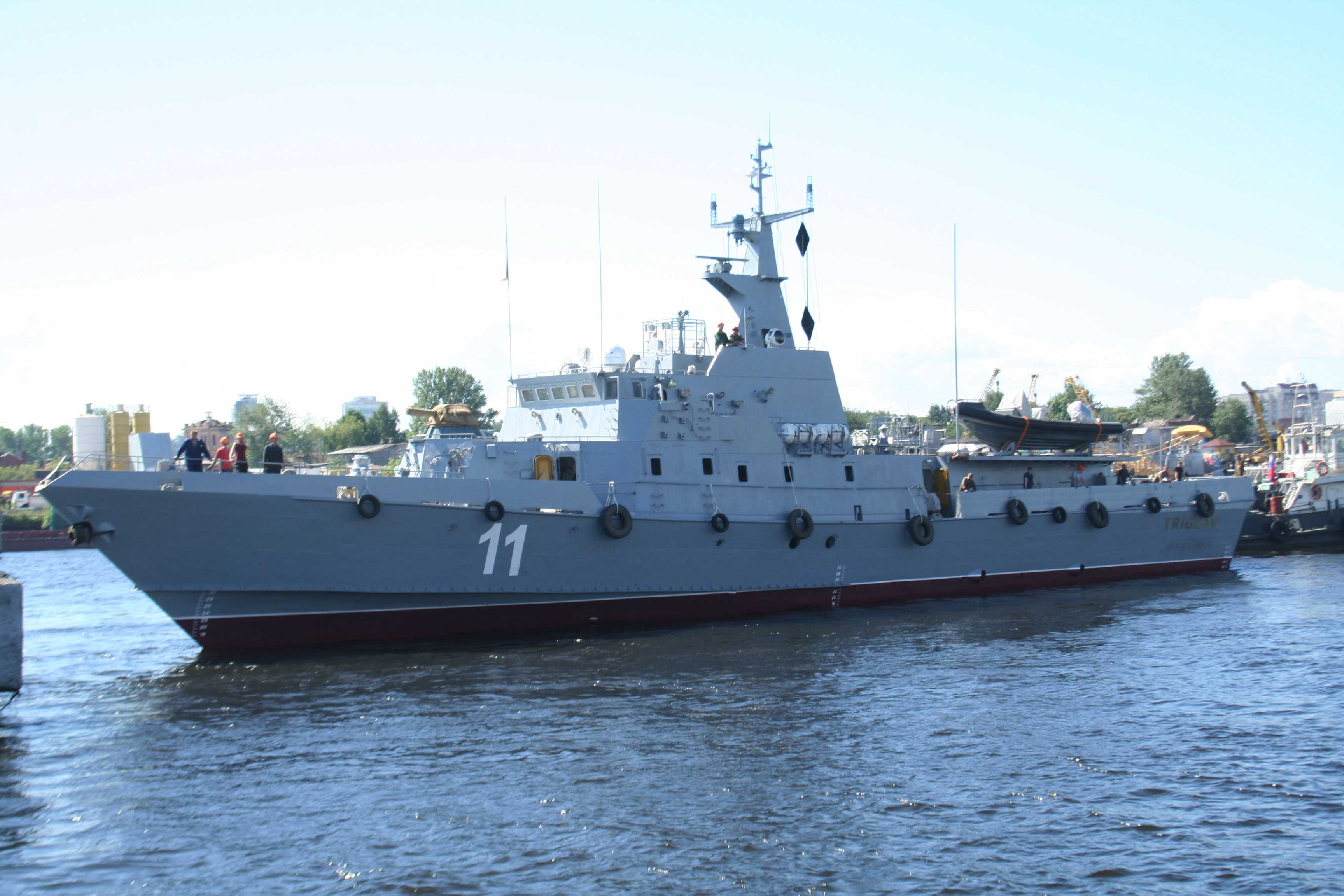
Il pattugliatore sloveno Triglav (progetto 10412) nel 2010

Le tre versioni sono identiche per quanto riguarda scafo ed impianto propulsivo, ma si differiscono per l'armamento e le dotazioni elettroniche imbarcate.
- Progetto 10410: versione progettata appositamente per la Guardia di frontiera russa. Si tratta di pattugliatori ben equipaggiati, in servizio in una trentina di esemplari. Le caratteristiche tecniche sono quelle riportate in tabella.
- Progetto 10410B: si tratta di imbarcazioni lanciamissili, progettate per operare in aree costiere. Sono inoltre in grado di effettuare attacchi missilistici contro le imbarcazioni nemiche. Il dislocamento è leggermente superiore, e raggiunge le 390 tonnellate. Sprovviste di tubi lanciasiluri e lanciagranate, sono equipaggiate con due lanciatori quadrupli per missili antinave SS-N-25 Switchblade.
- Progetto 10412: si tratta di pattugliatori, idonei a svolgere compiti di controllo e protezione di imbarcazioni amiche e linee di comunicazione costiere. Il dislocamento a pieno carico è di 375 tonnellate. Sono equipaggiate con un cannone AK-306 (il cannone da 76 mm può essere montato a prua) e due mitragliatrici da 14,5 mm.

Differenze vi sono anche per quanto riguarda l'impiantistica di bordo.

## Il servizio

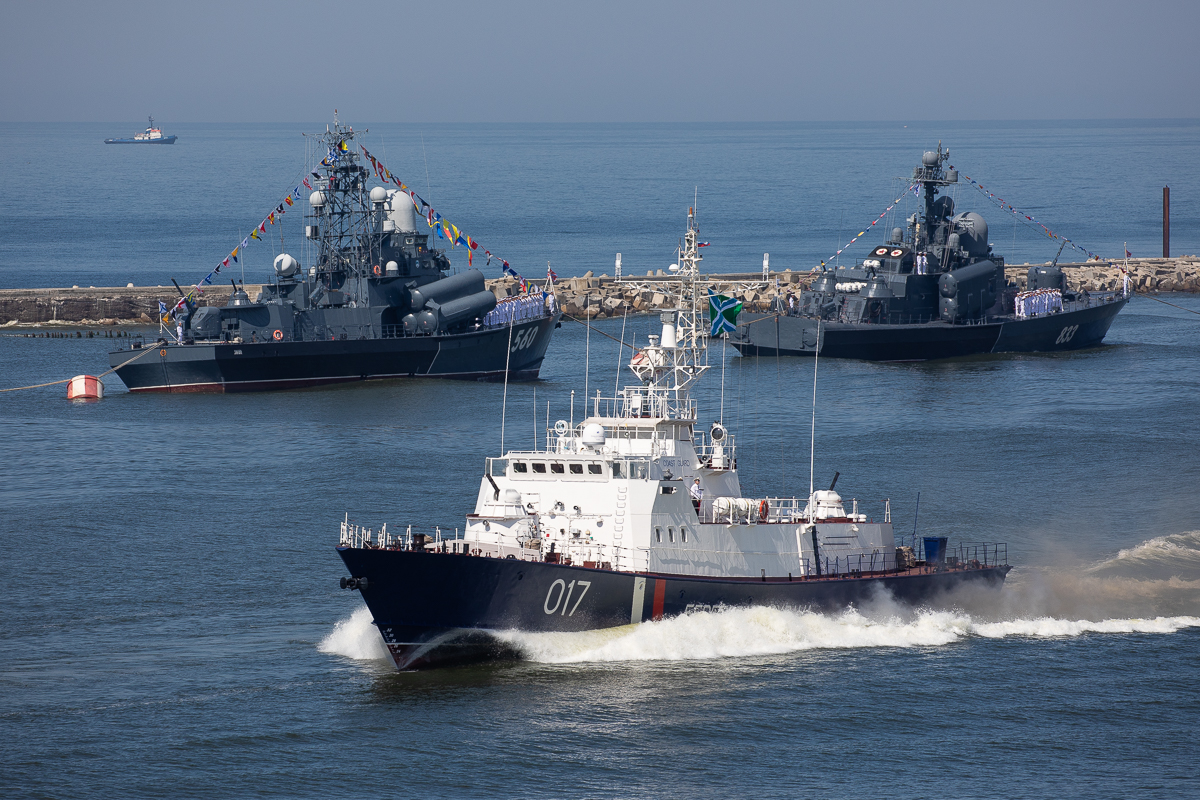
Il pattugliatore di frontiera Vasilij Grjazev della Guardia costiera russa (progetto 10410) a Baltijsk nel 2018

Le unità della classe Svetljak sono utilizzate principalmente dal Servizio di Guardia di frontiera dell'FSB della Russia, che ha in servizio una trentina di unità del Progetto 10410. Queste sono tutte identificate dalla sigla identificativa PSKR.
- PSKR-900
- PSKR-901
- PSKR-902
- PSKR-903
- PSKR-904
- PSKR-905
- PSKR-906
- PSKR-907
- PSKR-908
- PSKR-909 Vyborg
- PSKR-910
- PSKR-911
- PSKR-912
- PSKR-913 Kizljar
- PSKR-914
- PSKR-915
- PSKR-916
- PSKR-917
- PSKR-918
- PSKR-920
- PSKR-921
- PSKR-922
- PSKR-923
- PSKR-930
- PSKR-931
- PSKR-932

Altre unità risultano in servizio in Vietnam.